# 第3次スーパーロボット大戦Z
『第3次スーパーロボット大戦Z』（だいさんじスーパーロボットたいせんゼット、Super Robot Wars ZIII）は、バンダイナムコエンターテインメント（旧バンダイナムコゲームス）より発売のシミュレーションRPG。略称は『SRWZIII』。
前作『第2次スーパーロボット大戦Z』（以下『第2次Z』）と同様の2部作構成であり、2014年4月10日に前編である『第3次スーパーロボット大戦Z 時獄篇』（だいさんじスーパーロボットたいせんゼット じごくへん・以下、時獄篇）が発売。2015年4月2日発売の後編である『第3次スーパーロボット大戦Z 天獄篇』（だいさんじスーパーロボットたいせんゼット てんごくへん・以下、天獄篇）と合わせてZシリーズの最終章となる。また、天獄篇の初回購入特典として、無料ダウンロードコンテンツ『第3次スーパーロボット大戦Z 連獄篇』が存在し、こちらは時獄篇と天獄篇の間を繋ぐストーリーとなっている。
キャッチコピーは「突貫せよ、永遠の“時”の牢“獄”を」（時獄篇）。「掃滅せよ、果てなき“天”の“獄”炎を」（天獄篇）。

## 概要
SDで表現されたロボットたちが競演するクロスオーバー作品「スーパーロボット大戦シリーズ」の一作。シリーズカテゴリの一つである「Zシリーズ」の第4・5作目にあたり、『スーパーロボット大戦Z』（以下『Z』）から始まり、『第2次Z』を経て続いてきたZシリーズの最終章となる。
時獄篇
2013年12月24日の「聖夜のスパロボ生配信!」内で発表された。PlayStation 3（PS3）とPlayStation Vita（PS Vita）では初の版権作品を扱ったシリーズ作品となる。
『時獄篇』の初回限定封入特典として、シリーズ第1作『スーパーロボット大戦』のHDリメイク版がダウンロードできるプロダクトコードが付いてくる。
当初、『時獄篇』のPS Vita版はPS Vitaカードの容量などの問題でダウンロード専売を予定していたが、後に容量の問題が解決され、ユーザーからの要望もあったためパッケージ版も同時リリースされることとなった。
天獄篇
『天獄篇』は2014年12月12日の「スーパーロボット大戦 新作発表会」で正式に発表された。『天獄篇』の初回封入特典として、Zシリーズのオリジナルキャラクター、メカのみが登場する『時獄篇』の外伝的ソフト作品『第3次スーパーロボット大戦Z 連獄篇』がダウンロードできるプロダクトコードが付いてくる（なお、この作品は単独発売はされていない）。

## あらすじ

### 時獄篇
大時空震動により次元の壁が崩壊して誕生した複数の多元世界。多元世界・UCW（スーパーロボット大戦Z）で起きた多元戦争を終結させた特殊部隊ZEUTHは、時空震動により別の多元世界・ADW（第2次スーパーロボット大戦Z）に転移してしまう。ADWの特殊部隊ZEXISと協力し、破界事変、再世戦争を終結させたZEUTHは次元の穴アビスを通りUCWへと帰還した。しかし、帰還直後に大規模な時空震動である新世時空震動が発生し、UCWとADW、そしていくつかの世界が融合した新たな多元世界が誕生した。
新世時空震動から三ヶ月後、陣代高校に通うヒビキ・カミシロは、時空震動によって現れた謎の無人機から街を守るため、同じく時空震動によって現れた機動兵器・ジェニオンに乗って戦う。自らの目的のためにジェニオンに乗り続けることを選んだヒビキは、教育実習生の西条涼音をパートナーとし、地球を狙う様々な敵との戦うこととなり、ZEUTH、ZEXIS、そして新たな仲間を加えた部隊「Z-BLUE（Z busters link universe & earth）」に所属することとなる。
そんな中、スペースノイドの組織・ネオ・ジオンが地球に対して宣戦布告を行う。その総帥となったのはかつてZEUTH、ZEXISで共に戦ったクワトロ・バジーナこと、シャア・アズナブルであった。困惑するZ-BLUEを他所に、戦況はますます苛烈になっていく中、スペースノイドとアースノイドの戦いを激化させている組織ジェミニスの隊長・ガドライト・メオンサムがヒビキの父と姉を殺したテンシであること、そして地球の相対時間が停止する時の牢獄「エタニティ・フラット」が三ヵ月後に迫っていること、その裏には人類の進化を監視する謎の組織・クロノが関わっていることが発覚する。そして、そのクロノからやってきた戦士・アドヴェントは、クロノの中の「改革派」に属し、自らもヒビキと同じくテンシを追う者だと名乗り、彼を導くことを目的としてZ-BLUEに助力する。
激化する地球と宇宙の戦い、地球を狙う様々な敵、人類の敵であるバアル、そして謎の組織・クロノ、様々な思惑が交差する中でZ-BLUEは時の牢獄を破壊するために戦いを続ける。

### 天獄篇
時の牢獄「エタニティ・フラット」は破壊された。しかし、その先に現れたのはもう一つの地球「翠の地球」だった。そしてそれと同時にZ-BLUEの地球「蒼の地球」に星間連合サイデリアルが侵攻してきた。抵抗するZ-BLUEであったが、圧倒的戦力差を前に撤退を余儀なくされてしまう。
サイデリアル侵攻から二ヶ月後、蒼の地球はその75%がサイデリアルの手に落ち、新地球皇国（ガイア・エンパイア）として支配されていた。Z-BLUEは2つの地球をサイデリアルから開放するためにかつての仲間と新たな仲間を加え、戦い続ける。
しかし、彼らの前に立ちはだかるのは己の野望を貫く者、かつて倒したはずの敵、人類の敵・バアル、皇国のスフィア・リアクター達、スフィアを狙う男・アサキム・ドーウィン、そして遂に姿を現した多元世界最大の敵根源的災厄。
多元世界とスフィアを巡る最後の戦いの幕が上がった。

## 参戦作品
- ★マークはシリーズ初参戦作品。
- ☆マークは据え置き型ゲーム機初参戦作品。
- ZマークはZシリーズ初参戦作品。
- Vマークは音声付き作品に初参戦作品。

### 時獄篇参戦作品
- 無敵ロボ トライダーG7
- ☆太陽の使者 鉄人28号
- 六神合体ゴッドマーズ
- ☆装甲騎兵ボトムズ
- ★装甲騎兵ボトムズ ビッグバトル
- ★装甲騎兵ボトムズ 赫奕たる異端
- 超時空世紀オーガス
- 機動戦士Ζガンダム
- 機動戦士ガンダム 逆襲のシャア
- Z新機動戦記ガンダムW Endless Waltz
- 機動戦士ガンダムSEED DESTINY
- ☆Z劇場版 機動戦士ガンダム00 -A wakening of the Trailblazer-
- ★機動戦士ガンダムUC
- Zトップをねらえ!
- マクロス7
- ☆マクロス ダイナマイト7
- ☆劇場版マクロスF 〜イツワリノウタヒメ〜
- ☆劇場版マクロスF 〜サヨナラノツバサ〜
- ☆真(チェンジ!!)ゲッターロボ 世界最後の日
- ☆真マジンガー 衝撃! Z編
- ☆地球防衛企業ダイ・ガード
- THEビッグオー
- ☆ZVフルメタル・パニック!
- ☆ZVフルメタル・パニック? ふもっふ
- ☆ZVフルメタル・パニック! The Second Raid
- ☆獣装機攻 ダンクーガ ノヴァ
- ☆天元突破グレンラガン
- ☆劇場版 天元突破グレンラガン 螺巌篇
- ☆ZVヱヴァンゲリヲン新劇場版:序
- ☆ZVヱヴァンゲリヲン新劇場版:破
- ☆コードギアス 反逆のルルーシュ R2
- ★アクエリオンEVOL

### 天獄篇参戦作品
- 無敵超人ザンボット3
- 無敵鋼人ダイターン3
- 無敵ロボ トライダーG7
- 太陽の使者 鉄人28号
- 六神合体ゴッドマーズ
- 装甲騎兵ボトムズ
- 装甲騎兵ボトムズ ビッグバトル
- 装甲騎兵ボトムズ 赫奕たる異端
- ★装甲騎兵ボトムズ 幻影篇
- ★装甲騎兵ボトムズ 孤影再び
- 超時空世紀オーガス
- 機動戦士Ζガンダム
- 機動戦士ガンダム 逆襲のシャア
- 機動新世紀ガンダムX
- 新機動戦記ガンダムW Endless Waltz
- ∀ガンダム
- 機動戦士ガンダムSEED DESTINY
- 劇場版 機動戦士ガンダム00 -A wakening of the Trailblazer-
- 機動戦士ガンダムUC
- トップをねらえ!
- ★トップをねらえ2!
- マクロス7
- マクロス ダイナマイト7
- 劇場版マクロスF 〜イツワリノウタヒメ〜
- 劇場版マクロスF 〜サヨナラノツバサ〜
- 真(チェンジ!!)ゲッターロボ 世界最後の日
- 真マジンガー 衝撃! Z編
- 地球防衛企業ダイ・ガード
- THE ビッグオー
- THE ビッグオー second season
- フルメタル・パニック!
- フルメタル・パニック? ふもっふ
- フルメタル・パニック! The Second Raid
- ★フルメタル・パニック!（原作小説版）
- 創聖のアクエリオン
- アクエリオンEVOL
- 獣装機攻 ダンクーガ ノヴァ
- 天元突破グレンラガン
- 劇場版 天元突破グレンラガン 螺巌篇
- ヱヴァンゲリヲン新劇場版:序
- ヱヴァンゲリヲン新劇場版:破
- ★ヱヴァンゲリヲン新劇場版:Q
- コードギアス 反逆のルルーシュ R2
- ★翠星のガルガンティア

### 解説
『時獄篇』は全32作品。初参戦作は4作品。『天獄篇』は全44作品。初参戦作は6作品。『時獄篇』ではZシリーズ第1作『Z』から参戦していた作品の多くが外されているが、第2作『第2次Z』から参戦した作品の多くは続投している（一部の作品は続編と入れ替わっている）。『天獄篇』では『時獄篇』で外された作品のいくつかが復帰した。
『第2次Z』と同様に2部構成となっている関係上、『機動戦士ガンダムUC』（『時獄篇』発売時点では未完結）など、『時獄篇』ではストーリー再現が途中までに留まる作品が存在する。
『天元突破グレンラガン』は『時獄篇』においてストーリーが最後まで扱われ、機体が銀河以上に巨大化する「天元突破」は1MAP限定で敵味方すべてが機体サイズ「∞」に変化する形で再現された。また、『時獄篇』では同作のキャラクターであるアンチスパイラルが最終ボスとなっている。
『マクロスF』は劇場版2作品のみの参戦となり、キャラクターも劇場版からの登場という扱いであるが、あくまで前作までと同一人物であるため、キャラクターの設定のみTVシリーズに準拠している。
『時獄篇』での『フルメタル・パニック!』シリーズは『フルメタル・パニック! The Second Raid』のデザインが初めて採用。また『天獄篇』における『フルメタル・パニック!（原作小説版）』はアニメ版のデザインをベースに、当時アニメ未登場だったキャラクターを原作イラストレーターの四季童子が描き下ろし、原作を基にしたシナリオが再現される。
『天獄篇』の初回封入特典として封入された『連獄篇』はZシリーズのオリジナルキャラクター、メカのみの登場で、版権作品のキャラクターなどは登場しない。

### パッケージ登場機体
時獄篇
- グレンラガン（天元突破グレンラガン）
- ARX-7 アーバレスト（フルメタル・パニック! The Second Raid）
- エヴァンゲリオン初号機（ヱヴァンゲリヲン新劇場版）
- ライト・スコープドッグ（装甲騎兵ボトムズ ビッグバトル）
- 蜃気楼（コードギアス 反逆のルルーシュ R2）
- ダイ・ガード（地球防衛企業ダイ・ガード）
- アクエリオンEVOL（アクエリオンEVOL）
- ユニコーンガンダム（ユニコーンモード）（機動戦士ガンダムUC）
- ゴッドマーズ（六神合体ゴッドマーズ）
- ダンクーガノヴァ マックスゴッド（獣装機攻 ダンクーガ ノヴァ）
- VF-25F メサイア（トルネードパック装備）（劇場版マクロスF 〜サヨナラノツバサ〜）
- 真・ゲッター1（真〈チェンジ!!〉ゲッターロボ 世界最後の日）

天獄篇
- マジンガーZ（真マジンガー 衝撃! Z編）
- チェインバー（翠星のガルガンティア）
- 蜃気楼（コードギアス 反逆のルルーシュ R2）
- ARX-7 アーバレスト（フルメタル・パニック! The Second Raid）
- エヴァンゲリオン初号機（ヱヴァンゲリヲン新劇場版）
- アクエリオンEVOL（アクエリオンEVOL）
- ユニコーンガンダム（デストロイモード）（機動戦士ガンダムUC）
- ゴッドマーズ（六神合体ゴッドマーズ）
- ダンクーガノヴァ マックスゴッド（獣装機攻 ダンクーガ ノヴァ）
- YF-29 デュランダル（劇場版マクロスF 〜サヨナラノツバサ〜）
- バーグラリードッグ（装甲騎兵ボトムズ 孤影再び）
- ダイ・ガード（地球防衛企業ダイ・ガード）
- ディスヌフ（トップをねらえ2!）

## システム
ここでは、本作特有のシステムや新規追加・変更されたシステムについて解説する。シリーズ共通のシステムについてはスーパーロボット大戦シリーズのシステムを参照。前作から引き続き参戦している作品の特殊能力はスーパーロボット大戦Z#原作設定を再現したシステム、第2次スーパーロボット大戦Z#原作設定を再現したシステムを参照。
タッグバトル・システム
『スーパーロボット大戦OGシリーズ』のツインユニットシステムと同様に2機1組のチームを編成することができる。メイン、サブは任意のタイミングで交代可能だが、OGシリーズのそれと違い分離・合流（後述の超銀河グレンラガンは例外）はできない。
タッグテンション、タッグコマンド
タッグを組んでいるチームのみが使用できるコマンドで、使用するにはタッグテンションがストックされている必要がある。
タクティカルコンボ
敵機を連続で撃破すると最終ダメージ、資金とZチップの入手量が増加する。
Dトレーダー
インターミッション中に強化パーツや部隊全体に恩恵を受けるパーツを購入できるもの。購入には敵機を撃墜したり強化パーツを売却することで手に入る「Zチップ」が必要。
マキシマムブレイク
『第2次スーパーロボット大戦OG』の同名システムとは違い、タッグチームが同時攻撃を行う。使用するにはタッグテンションがMAXになっていることが条件である。
エディットBGM
あらかじめゲーム機のストレージに保管しておいたMP3ファイルを戦闘時のBGMにすることができる（他ゲームでは「カスタムサウンドトラック」とも呼ばれているもの）。一例として、各ユニットの出自作品で用いられていた原曲そのものをBGMとして使うことも可能。
エディットできる対象は「個別の機体」、「マキシマムブレイク用」、「部隊用」の三種類。使用できるシチュエーションやMP3の仕様にも細かい制約があるので、詳細は公式サイトを参照のこと。
天獄篇では武器ごとに個別に設定できるようになった。

### 原作設定を再現したシステム

#### 時獄篇、天獄篇共通
NT-D（機動戦士ガンダムUC）
ユニコーンガンダム（ユニコーンモード）に搭載されているシステムで、パイロットの気力が130以上になると使用可能になる。
個別コマンド「NT-D発動」を選択することでユニコーンガンダムがデストロイモードへと変形し、機体能力が向上する。変形から5ターン後に自動でユニコーンモードに戻り、同じマップでの再発動はできない（天獄編中盤に覚醒イベント後以降はターン数制限がなくなり、マップクリアまで発動状態となる）。
ラムダ・ドライバ（フルメタル・パニック）
ARX-7 アーバレストに搭載されているシステムで、パイロットの気力が130以上になると発動する。
気力の上昇で機体の「照準値」「運動性」「装甲値」が上昇、最終与ダメージに補正がかかる。
さらにダメージを500軽減するバリア「ラムダ・ドライバ」が使用可能になる。バリアは使用時にENを10消費し、気力が10上昇するごとに軽減するダメージが100ずつ増えていく。
ARX-8 レーバテインは気力制限がなくなり、常時発動状態となる。
ECS（フルメタル・パニック）
M9 ガーンズバック、ARX-7 アーバレストに搭載されているシステム。電磁迷彩システムの効果を得る。
過去の参戦作品である『スーパーロボット大戦J』・『スーパーロボット大戦W』では「分身」とほぼ同じ効果の特殊能力だったが、本作ではマップ登場時に精神コマンド「閃き」「闘志」「突撃」が発動する効果になった。
エレメント能力（アクエリオンEVOL）
アクエリオンのエレメント（パイロット）たちが個別に持つ能力。
重力干渉（アマタ・ソラ）
気力が130以上で搭乗する機体が移動タイプ「空」を得る。さらに全ての武器の地形適応「空」がAとなり、移動力が1プラスされる。
衝撃力（ゼシカ・ウォン）
気力が130以上になると与ダメージが1.05倍になる。
エレメントシステム（アクエリオンEVOL）
アクエリオンのエレメントの気力が130を超えると、各能力が搭乗する3人のパイロットのそれぞれ一番高い数値になる。
Eチェンジ（アクエリオンEVOL）
「エレメントチェンジ」の略。アクエリオンEVOLは、アクエリオンゲパルト、アクエリオンスパーダに変形することができ、機体ごとにヘッド（メインパイロット）は入れ替わる。出撃時のヘッドは固定（EVOL：アマタ、ゲパルト：カイエン、スパーダ：ゼシカ）されているが、個別コマンド「Eチェンジ」を使用することで各機体に登録されているエレメントから自由にメンバーを入れ替えられる。ただしEVOLはアマタ・ソラ専用で、エレメントのメンバーの入れ替えは不可。
『Z』、『第2次Z』で参戦した『創聖のアクエリオン』とは異なり、どのエレメントの組み合わせでも武装に変更はないが、離脱などでいなくなった場合のみ特定の武装が使用できなくなるデメリットが発生する。
ゲパルトとスパーダのエレメントたちはそれぞれのグループ内で経験値と気力と精神ポイント、効果中の精神コマンドを共有する。だが、撃墜数とPPは各エレメントごとに個別で共有せず、パイロット育成でも精神ポイント関係のスキルを育成することはできない。
超銀河グレンラガンの合体（天元突破グレンラガン）
『時獄篇』終盤で加入する超銀河ダイグレンは、グレンラガンのパイロットであるシモンの気力が一定値以上になることで超銀河グレンラガンに合体が可能となる。合体後は戦艦扱いとなるため、グレンラガンと組んだタッグが強制解散され、シングルユニットとなる。

#### 天獄篇のみ
戦闘モード（トップをねらえ2!）
ノノは出撃時はEVO-4に搭乗するが、気力が130以上になるとバスターマシン7号に変化が可能となる。発動後はEVO-4に再搭乗できない。
トップレスの固有能力（トップをねらえ2!）
トップレス達が持つ固有能力。
遠距離操作（ニコラス・バセロン）
気力が130以上でコマンドが出現し、1フェイズに1回だけ隣接する行動終了チームの行動回数を回復させる。
テレパシー（チコ・サイエンス）
気力が140以上でコマンドが出現し、1フェイズに1回だけ選択した味方チームに精神コマンド「必中」「閃き」が発動する効果を得る。
物質転送（ラルク・メルク・マール）
1マップに1回だけ強化パーツ「リペアキット」「プロペラントタンク」「カートリッジ」を選択し、選択した強化パーツの効果をディスヌフに与える。該当パーツ未入手、ディスヌフに未装備時でも使用可。

## 世界観・用語

### 時獄篇
新世時空震動
再世戦争後に起きた大規模な時空震動。これによりUCWとADWといくつかの世界が融合した新たな多元世界が誕生した。
UCW
『スーパーロボット大戦Z』の舞台となった多元世界。宇宙世紀世界の略。
ADW
『第2次スーパーロボット大戦Z』の舞台となった多元世界。西暦世界の略。
第2新東京市
序盤の舞台となる都市。ヒビキや宗介の通う陣代高校やワッ太や正太郎が通う小学校が存在するなど学園都市といった扱いになっている。『ヱヴァンゲリヲン新劇場版』に同名の都市が存在するが、出展はオリジナルとなっている。
第3新東京市
『ヱヴァンゲリヲン新劇場版』に登場した都市。使徒専用迎撃要塞都市であり、ネルフの本部もここにある。
アクエリア市
湾岸地区で発生した時空震動で現れた土地。『アクエリオンEVOL』の聖天使学園を中心に半径10キロが転移しており、後にアクエリア市という名前で日本の行政に編入された。
ネオ・ジオン
『機動戦士ガンダム 逆襲のシャア』に登場するサイド3を拠点とするスペースノイドの国家。序盤はハマーン・カーンを代表として地球連邦に参加していたが、中盤で突如、シャア・アズナブルを総帥として地球連邦に宣戦布告をした。
ジェミニス
中盤で現れる敵組織。スペースノイドとアースノイドの戦いの裏で暗躍している。隊長はガドライト・メオンサム、副隊長はアンナロッタ・ストールス。惑星ジェミナイの生き残りであり、男性の金属硬化能力と、女性の完全母系遺伝という特徴を持つ。
クロノ
様々な多元世界に存在する謎の組織。人類の進化を監視するという教義を持ち、そのために複数の世界で要人の暗殺なども行っている。保守派と改革派の二つに分かれて争っている。

### 天獄篇
蒼の地球
時獄篇の舞台となった世界。天獄篇序盤でサイデリアルによって大半が支配されてしまう。ADWを中心に構成されている。
翠の地球
連獄篇の主な舞台であり、天獄の舞台の一つである世界。『翠星のガルガンティア』のヒカリムシによって宇宙から見ると翠色にみえる。UCWを中心に構成されている。
星間連合サイデリアル
本作の主な敵。高い次元技術を持ち、銀河の各地を支配している。地球の次元力を手に入れるために地球に侵攻し、その大半を「新地球皇国（ガイア・エンパイア）」として支配する。スフィア・リアクターが率いる部隊「ハイアデス」「アンタレス」「鬼宿」があり、ジェミニスもその一つにすぎない。
レイライン
地球侵攻後に新地球皇国が設置した光の道。触れると機体のエネルギーが補充される。地球の次元力を地脈にそって抽出したものであり、ZONEのように暴走する可能性も示唆されている。

## オリジナル
オリジナルキャラクターのデザインは大籠之仁（STUDIO G-1 NEO）が担当。

## 主題歌
時獄篇
オープニングテーマ「Rebellion 〜反逆の戦士達〜」
作詞・作曲：影山ヒロノブ / 編曲：寺田志保・栗山善親 / 歌：JAM Project
エンディングテーマ「PRAY FOR YOU」
作詞・作曲：奥井雅美 / 編曲：寺田志保 /歌：JAM Project

天獄篇
オープニングテーマ「決戦 the Final Round」
作詞：影山ヒロノブ　作曲：影山ヒロノブ・遠藤正明・きただにひろし・奥井雅美・福山芳樹・ヒカルド・クルーズ /編曲：寺田志保 /歌：JAM Project
エンディングテーマ「END OF HEAVEN」
作詞・作曲：遠藤正明  / 編曲：寺田志保  / 歌：JAM Project

## プロモーション

### パーツプレゼントキャンペーン
『時獄篇』の発売を記念して、バンダイチャンネルと連動したキャンペーンが2014年3月6日から4月24日まで実施された。
毎週2作品ずつ、計14作品の一部が無料で配信される。無料動画を試聴すると『時獄篇』で使用できる強化パーツが手に入るプロダクトコードがプレゼントされる。